# Berliner Luft (Dessert)

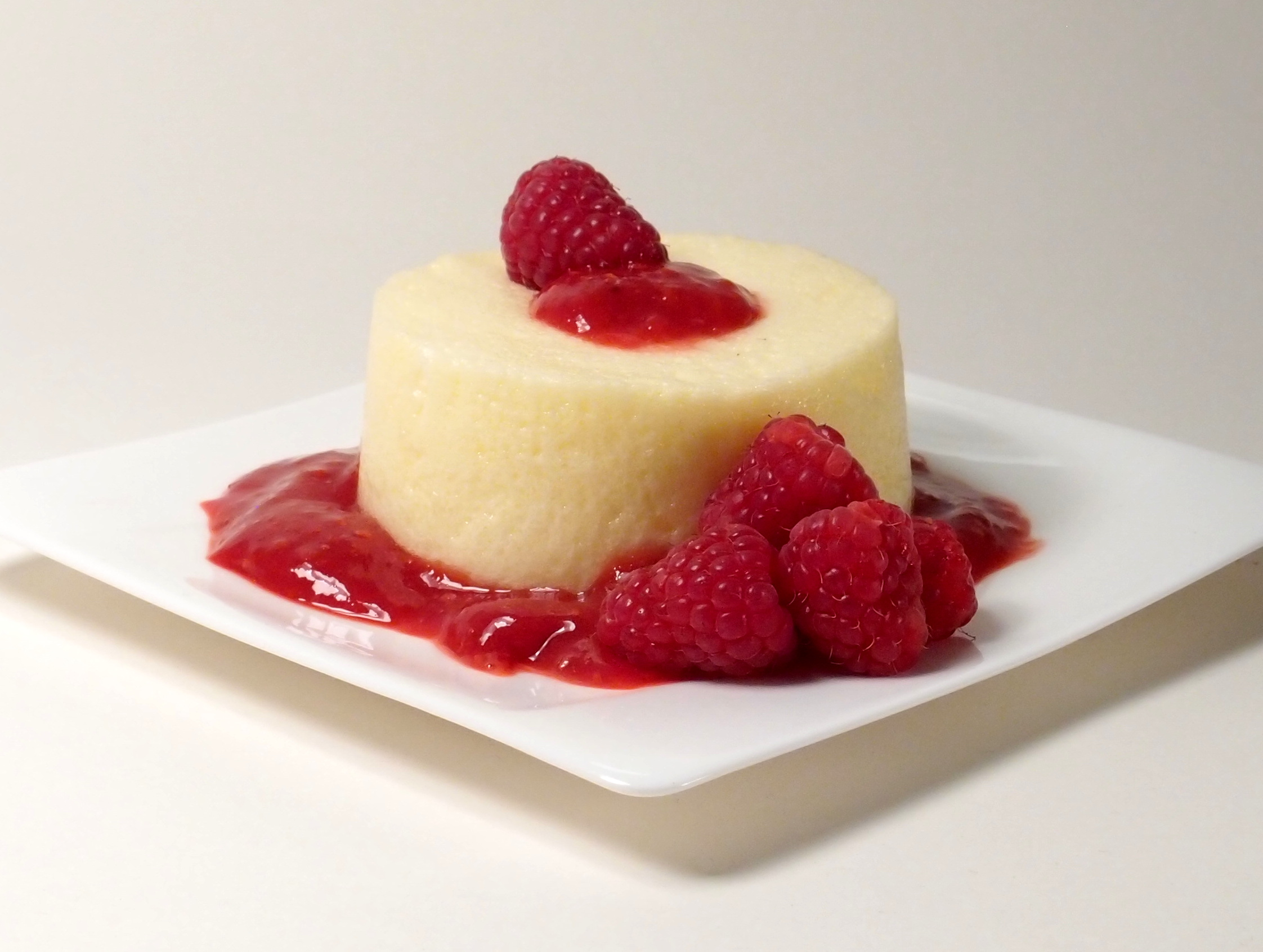
Berliner Luft auf Weißweinbasis

Berliner Luft ist eine schaumige Dessertcreme aus Eigelb, Eischnee, Zucker und Gelatine, die mit Himbeersaft angerichtet wird. Zur Zubereitung werden Eigelb, Zucker, Zitronensaft und -zesten verrührt, die aufgelöste Gelatine untergezogen und der Eischnee untergehoben. Manchmal werden auch Zimt oder Vanillezucker hinzugegeben. Die Creme geliert in Formen und wird gestürzt. Nach anderen Rezepten kommen auch Weißwein oder Rum in die Creme.
Die Süßspeise ist älter als das gleichnamige Musikstück Berliner Luft, das Paul Lincke 1904 schrieb; es findet sich bereits in einem Kochbuch aus dem Jahr 1897 ein Rezept für „Berliner Luft“.